# Consell d'Eivissa i Formentera 1999-2003
El Consell d'Eivissa i Formentera 1999-2003 fou el que és formà a la cinquena legislatura de les Illes Balears després de les eleccions de 13 de juny de 1999.

## Resultats electorals

### Eivissa
| ← Eleccions al Parlament de les Illes Balears, Eivissa 13 de juny de 1999 → |        |       |        |      |
| Circumscripció d'Eivissa (12 escons)                                        |        |       |        |      |
| Partit                                                                      | Vots   | %     | Escons | Dif. |
| Partit Popular (PP)                                                         | 16.443 | 47,14 | 6      | -1   |
| Pacte Progressista d'Eivissa (PACTE)                                        | 16.161 | 46,33 | 6      | +1   |
| Unión Cívica Pitiusa (UCP)                                                  | 954    | 2,73  |        |      |
| Los Verdes-Grupo Verde (LV-GV)                                              | 643    | 1,84  |        |      |

A part, es varen recomptar 683 vots en blanc, que suposaven l'1,96% del total dels sufragis vàlids.

### Formentera
| ← Eleccions al Parlament de les Illes Balears, Formentera 13 de juny de 1999 → |       |       |        |      |
| Circumscripció de Formentera (1 escó)                                          |       |       |        |      |
| Partit                                                                         | Vots  | %     | Escons | Dif. |
| Coalició d'Organitzacions Progressistes de Formentera (COP)                    | 1.536 | 55,57 | 1      | +1   |
| Agrupació Independent Popular de Formentera (AIPF)                             | 1.183 | 42,80 |        | -1   |

A part, es varen recomptar 45 vots en blanc, que suposaven l'1,63% del total dels sufragis vàlids.

### Consellers electes
| PP | Pacte Progressista | Coalició d'Organitzacions Progressistes                              |
| 1. Antoni Marí Calbet (PP) 2. Pere Palau Torres (PP) 3. Joan Marí Tur (PP) 4. Neus Marí Marí (PP) 5. Catalina Palau Costa (PP) 6. Joan Marí Bonet (PP) | 1. Vicent Tur Torres (Pacte Progressista) 2. Pilar Costa Serra (Pacte Progressista) 3. Joan Buades i Beltran (Pacte Progressista) 4. Sofia Hernanz Costa (Pacte Progressista) 5. Francisca Tur Riera (Pacte Progressista) 6. Josep Marí Ribas (Pacte Progressista) | 1. Santiago Ferrer i Costa (Coalició d'Organitzacions Progressistes) |

## Consell Executiu
El Consell Executiu del Consell Insular d'Eivissa i Formentera és un òrgan col·legiat del govern insular integrat pel president del Consell, els vicepresidents i tots els consellers i les conselleres executives al qual correspon l'exercici de la funció executiva en relació amb les competències del Consell Insular, sens perjudici de les atribucions conferides a altres òrgans de govern.
Els departaments del Consell Insular d'Eivissa i Formentera són els òrgans en què s'organitza la institució i que es corresponen amb els diferents sectors de la seva activitat administrativa. Cada departament està dirigit per un conseller executiu o una consellera executiva, a qui corresponen les seves funcions respectives.
El 9 d'agost de 1999, la presidenta Pilar Costa nombra el seu primer organigrama. L'abril de 2020, la presidenta del Consell Insular, Pilar Costa Serra, va destituir el conseller Joan Buades, fet que causà una forta crisi al Pacte de Progrés. I el 10 de maig de 2000 reorganitzà el seu govern després de la sortida de Buades, on el 5 consellers executius, assumiren alguna àrea nova.
| Presidenta: Pilar Costa Serra (PSIB) |

| Departament | Titulars                               | Titulars                               |
| --- | -------------------------------------- | -------------------------------------- |
| Departament | 9 d'agost de 1999                      | 10 de maig de 2000                     |
| Vicepresident primer                                                                                             | Vicent Tur Torres (Pacte Progressista) | Vicent Tur Torres (Pacte Progressista) |
| Vicepresident segon                                                                                              | Santiago Ferrer i Costa (COP)          | Santiago Ferrer i Costa (COP)          |
| Urbanisme, Obres, Agricultura, Pesca, Interior i Cooperació Municipal                                            | Vicent Tur Torres                      |                                        |
| Règim Interior i Cooperació Municipal, Agricultura i Pesca                                                       |                                        | Vicent Tur Torres                      |
| Cultura, Joventut, Educació i Esports                                                                            | Francesca Tur Riera                    |                                        |
| Cultura, Educació, Juventut i Medi Ambient                                                                       |                                        | Francesca Tur Riera                    |
| Benestar Social, Sanitat i Cooperació                                                                            | Sofia Hernanz Costa                    |                                        |
| Benestar Social, Sanitat, Cooperació i d'Esports                                                                 |                                        | Sofia Hernanz Costa                    |
| Turisme, Economia, Hisenda, Transports, Indústria i Comerç                                                       | Josep Marí Ribas                       |                                        |
| Turisme, d'Ordenació del Territori, Urbanisme i Obres                                                            |                                        | Josep Marí Ribas                       |
| Medi Ambient i Ordenació del Territori                                                                           | Joan Buades Beltran                    |                                        |
| Coordinació d'assumptes de Formentera                                                                            | Santiago Ferrer Costa                  |                                        |
| Economia i Hisenda, per a la Coordinació d'Assumptes de Formentera i d'Indústria, Comerç, Transports i Artesania |                                        | Santiago Ferrer Costa                  |